# Phitopis sterculioides
Phitopis sterculioides är en måreväxtart som beskrevs av Paul Carpenter Standley. Phitopis sterculioides ingår i släktet Phitopis och familjen måreväxter.
Artens utbredningsområde är Peru. Inga underarter finns listade i Catalogue of Life.